# Tamara Gachechiladze
Tamara Tako Gachechiladze (født 17. marts 1983) er en georgisk sangerinde, sangskriver og skuespiller som repræsenterede Georgien ved Eurovision Song Contest 2017 med sangen "Keep The Faith". Hun opnåede en 11. plads i semifinale 1 og derfor kvalificerede hun ikke til finalen .